# Road Trippin'
«Road Trippin» es una canción de la banda estadounidense Red Hot Chili Peppers, que forma parte del álbum Californication, el cual fue lanzado en 1999. El sencillo fue solo lanzado en Europa. Se hizo un video para la canción pero nunca fue lanzado en los Estados Unidos, aunque posteriormente fue lanzado en la recopilación Greatest Hits en 2003. Dos sencillos diferentes fueron lanzados en 2000, el primero en Europa y el segundo en Gran Bretaña.
La canción habla de un viaje por carretera en el cual el cantante Anthony Kiedis, el guitarrista John Frusciante y el bajista Flea surfearon en el Big Sur después del regreso de John a la banda.
"Road Trippin'" es una de las pocas canciones en la cual no aparece la batería en ningún momento de la canción. Chad Smith, el baterista, solo aparece brevemente en mitad del video, llegando en un bote en la playa en la que estaban surfeando.

## Músicos
- Anthony Kiedis: voz principal
- John Frusciante: guitarra acústica y coros
- Flea: bajo acústico

- Datos: Q2292015